# La pasión de Gabriel
La pasión de Gabriel
es una película colombiana dirigida por Luis Alberto Restrepo  estrenada en Colombia el 7 de agosto de 2009. Fue invitada al Festival de cine de Varsovia (Wiff) siendo esta la tercera invitación a festivales internacionales.[cita requerida] Previamente había participado en el Festival de Cine de Guadalajara 2009, donde Andrés Parra obtuvo el Premio Mayahuel de Plata a Mejor Actor de largometraje, y en el 24º Festival Internacional de Cine de Mar del Plata. La película está inspirada en la problemática del conflicto colombiano y los roles de los diferentes actores sociales en él; fue filmada en las montañas de Santuario y  Pereira, departamento de Risaralda, en los correspondientes corregimientos de Peralonso y Totui ubicados en el municipio de Santuario.

## Sinopsis
La película está basada en la historia de un sacerdote llamado Gabriel que sostiene un romance con una mujer de su parroquia, y enfrenta a los grupos violentos de su pueblo con valentía aún cuando se encuentra en un debate interno para escoger entre su vocación y seguir las órdenes de la diócesis o continuar una vida de civil y ayudar a su comunidad sin la seguridad de su sotana.

## Recepción
La pasión de Gabriel en su primer mes de proyección en las salas de cine colombianas logró una asistencia de 176.510 espectadores; con esta cifra se convirtió en una de las películas producidas en Colombia más vistas del año 2009.
La pasión de Gabriel tomó parte en el concurso principal de largometrajes por el Premio El Abrazo, junto con la también producción colombiana La sangre y la lluvia de Jorge Navas, del XVIII Festival de Biarritz de Cine y Culturas de América Latina y el Caribe que se lleva a cabo en la ciudad de Biarritz, Francia.